# Himno nacional de Camerún
Chant de Ralliement o Canto de Unión es el himno nacional de Camerún. Se utilizaba desde antes de la independencia y fue oficialmente adoptado en 1957. La música fue compuesta por René Djam Afame, quien también escribió la letra junto con Samuel Minkio Bamba y Moïse Nyatte Nko'o. La letra fue cambiada en 1978.

## Letra en francés
O Cameroun berceau de nos ancètres,
va debout et jaloux de ta liberté,
comme un soleil ton drapeau fier doit etre,
un symbole ardent de foi et d'unité.
 
Que tous tes enfants du Nord et Sud,
De l'Est a l'Ouest soit tout amour,
Te servir que ce soit le seul but,
pour remplir leur devoir toujour.
 
Coro:
Chère Patrie, Terre cherie,
Tu es notre seul et vrai bonheur,
Notre joie, notre vie,
En toi l'amour et le grand honneur.

## Letra en inglés
O Cameroon, Thou Cradle of our Fathers,
Holy Shrine where in our midst they now repose,
Their tears and blood and sweat thy soil did water,
On thy hills and valleys once their tillage rose.
 
Dear Fatherland, thy worth no tongue can tell!
How can we ever pay thy due?
Thy welfare we will win in toil and love and peace,
Will be to thy name ever true!
 
Coro:
Land of Promise, land of Glory!
Thou, of life and joy, our only store!
Thine be honour, thine devotion,
And deep endearment, for evermore.

## Letra en español
Oh Camerún, cuna de nuestros padres,
Santuario donde en nuestro medio ahora descansan,
Sus lágrimas, sangre y sudor tu tierra diluyó,
En tus colinas y valles cuando la tierra arada surgió.
 
¡Querida patria, no hay palabras para expresar tu valía!
¿Cómo podemos pagar tu deuda?
Tu bienestar ganaremos en trabajo, amor y paz,
Será a tu nombre siempre verdadero!
 
Coro:
¡Tierra de promesas, tierra de gloria!
¡Tú, de vida y alegría, nuestra única tienda!
Tuyo sea el honor, tuya la devoción,
Y cariño profundo, para siempre.